# ستيف هنري
ستيف هنري (بالإنجليزية: Steve Henry)‏ هو جراح وسياسي أمريكي، ولد في 8 أكتوبر 1953 في مقاطعة دافييس في الولايات المتحدة. حزبياً، نشط في الحزب الديمقراطي. وقد انتخب نائب حاكم كنتاكي ‏.